# Ouroboros Arborum
Ouroboros Arborum is een artistiek kunstwerk in Amsterdam-Zuidoost.
Het is een werk uit 2007 van Sjoerd Buisman. Het beeld behoort tot de kunstcollectie van die bank en staat nabij Acanthusgebouw van ING Groep. Die ING Groep breidde in de eerste kwart van de 21e eeuw hun kantorenpark hier ter plekke uit en leverde gebouwen op als Acanthus en Cedar, beide vernoemd naar flora. Buisman (1948) laat zich veelvuldig inspireren door de groeivormen van bomen en planten. Soms is die normaal, maar neemt soms ook excentrieke vormen aan. Buisman kwam voor dit beeld met bronzen takken die in een wild vierkant zijn gegroeid. Deze vorm is dan weer geïnspireerd op de slang die zijn eigen staart opeet (de eeuwige cirkel: Ouroboros).
Het kunstwerk meet 300 bij 310 bij 190 centimeter, aldus de ING.